# Midgley
Midgley är en by i distriktet Calderdale, i grevskapet West Yorkshire, i England. Byn är belägen 6 km från Halifax. Midgley var en civil parish 1866–1939 när blev den en del av Wadsworth. Civil parish hade 1 882 invånare år 1931. Midgley var ett distrikt 1894–1939 när blev den en del av Hepton. Byn nämndes i Domedagsboken (Domesday Book) år 1086, och kallades då Micleie.